# Maurice Bedot
Maurice Bedot (né le 7 avril 1859, mort le 27 août 1927) est un zoologiste suisse, spécialiste des animaux marins.

## Biographie
Maurice Bedot étudie à l'Université de Genève, puis effectue des séjours à la station zoologique de Naples. Il consacre sa carrière à l'étude des organismes marins, voyage en particulier en Malaisie en 1890 avec son ami Camille Pictet, et découvre des espèces qui portent son nom, comme par exemple Dyschiriognatha bedoti. Camille Pictet meurt en 1893, à 28 ans. Bedot épouse sa veuve, Marie Bedot-Diodati, en 1897.
Certaines de ses collections sont rassemblées au Muséum d'histoire naturelle de Genève dont il a été le directeur. Il rejoint la Société suisse de géographie en 1891, et fonde la Revue suisse de Zoologie en 1893.